# 张公岭环山工事碉堡群遗址
张公岭环山工事碉堡群遗址，位于中国广西壮族自治区柳州市柳南区竹鹅乡张公岭，为一个省级文物保护单位，类型为近现代重要史迹及代表性建筑，为第六批广西壮族自治区文物保护单位，公布时间为2009年5月4日。
张公岭环山工事碉堡群遗址的历史年代为民国。